# Onychoteuthis horstkottei
Onychoteuthis horstkottei is een inktvissensoort uit de familie van de Onychoteuthidae. De wetenschappelijke naam van de soort is voor het eerst geldig gepubliceerd in 2010 door Bolstad.